# Courtney Pine
Courtney Pine (Londres, 18 de Março de 1964) é um multi-instrumentalista de jazz inglês. Pine, é essencialmente, um saxofonista, mas também toca flauta, clarinete e teclados. O seu estilo musical vai desde o funk ao post-bop, passando pelo soul jazz, pop, reggae ou drum and bass.
Em 2007, recebeu o prémio Urban Music Awards, para a melhor interpretação de jazz.

## Discografia
- Resistance, (2005)
- Devotion, (2003)
- Back in the Day, (2000)
- Underground, (1997)
- Modern Day Jazz Stories, (1995)
- The Eyes of Creation, (1992)
- Within The Realms of Our Dreams, (1991)
- Closer To Home, (1990)
- The Vision's Tale, (1989)
- Angel Heart OST, (1987)
- Destiny's Song, (1988)
- Journey to The Urge Within, (1986)